# La Mala Rodríguez
Mala Rodríguez, nome artístico de María Rodríguez Garrido (Jerez de la Frontera, Cádiz, 13 de Fevereiro de 1979) é uma cantora espanhola de hip-hop. Mudou-se para Sevilha com 4 anos e para Madrid aos 19.
Usa as suas canções hip-hop com influência do flamenco para falar do feminismo e dos problemas sociais
Mala Rodriguez tornou-se mundialmente conhecida pelo seu estilo e suas parcerias - rappers e artistas da musica pop, entre elas a mexicana Julieta Venegas, com quem participou da gravação do disco MTV Unplugged, no ano de 2008, ao interpretar a música 'Eres para mi'; e a banda porto-riquenha Calle 13, com quem gravou uma colaboração chamada "Mala Suerte Con el 13", no disco Residente o Visitante. Além de cantora, Mala Rodriguez é um simbolo sexual entre os teens na Espanha e seu ritmo contagiante é muito tocado nas casas noturnas e de shows.

## Discografia
- "Yo marco el minuto/Tambalea" Maxi (Yo Gano, 1999)
- Lujo ibérico LP (Yo Gano/Superego-Universal, 2000)
- Alevosía LP (Universal, 2003)
- "Vtora Cedka" (Single) (Free Agents, Nescafe - 2006)
- "Por La Noche" (Single) (Universal - 2006)

### Filmes e jogos com suas músicas
- Lucía y el sexo
- Yo puta
- Y tu mamá también
- FIFA Football 2005
- Scarface: The World Is Yours